# 永安镇 (中江县)
永安镇，是中华人民共和国四川省德阳市中江县下辖的一个乡镇级行政单位。

## 行政区划
永安镇下辖以下地区：
西街社区、长安街社区、丰收村、凉亭村、红马村、凉井村、永安村、红花村、天岭村、大力村、金竹村、石堰村、金山村、黎家村、先化村、桑园村、大堰村、八梁村、松湾村和隆金村。